# 해남호
해남호(海南號)는 서울-목포, 용산-목포 간을 운행하던 호남선 열차의 이름이다. 해남을 접한 목포 일원을 지나간다는 데에서 이름이 유래하였다.

## 역사
- 일자 불명 : 운행 개시
- 1971년 9월 15일 : 다이어 개정 (소요시간 8시간 전후)[1]
- 1974년 이전 : 폐지

## 사건
1969년 10월 1일 새벽, 해남호 상행 열차 안에서 신민당 국회의원 이중재의 비서가 유세 자료가 든 가방을 도난당했다. 사건 발생 4시간만에 논산에서 빈 가방만이 발견되었다고 한다.